# Coupe de Belgique de football 1912-1913
Navigation
Edition précédente Edition suivante
Cet article présente la deuxième édition de la Coupe de Belgique. Comparativement à l'édition initiale, la Coupe de Belgique se déroula cette fois durant l'ensemble de la saison 1912-1913. Les premières rencontres eurent lieu durant l'automne 1912 et la finale boucla la saison en juin 1913.
En Huitièmes de finale, le Racing CB, tenant du titre et l'Union établirent les premières victoires records avec...14 buts d'écart.
Par rapport à la première édition, le nombre de clubs participants passa de 16 à 34:
- les 12 clubs de Division d'Honneur,
- 9 clubs de Promotion,
- 13 clubs de séries régionales.

## Fonctionnement - Règlement
Le principe de matchs à élimination directe fut appliqué comme il se doit pour une épreuve de Coupe. À ses origines, la Coupe de Belgique respecta les traditions de la F.A. Cup et appliqua les principes du « Replay ». En cas d'égalité à la fin du temps réglementaires, les équipes devaient disputer une prolongation (longtemps appelée "les prolongations" ou "extra-time"). Si l'égalité persiste, le match est alors rejoué.
À noter que les Seizièmes de finale ne comptèrent que 13 rencontres et que trois clubs furent dispensés de ce tour.
Pour rappel, un match de football se poursuit par une prolongation (joué en deux fois 15 minutes). Dans le langage courant, on fait souvent état des prolongations. Cette propension à employer le pluriel vient du fait qu'il y a deux mi-temps, mais surtout des réglements anciens. En effet, pendant longtemps, selon l'évolution du règlement des épreuves (et pas uniquement en Coupe de Belgique), on pouvait jouer une prolongation de 2x15 minutes, suivie...d'une autre prolongation de 2x 7 minutes 30, si l'égalité subsistait ! Il n'est pas rare de trouver dans les archives des matchs ayant donné lieu à... trois prolongations !

## Calendrier
La majorité des rencontres furent jouées le dimanche. À cette époque, la plupart de clubs ne disposent pas encore de terrain éclairé permettant de jouer en soirée. Mais aussi parce qu'à cette époque, d'une part, les joueurs ne sont pas professionnels et que, d'autre part, le samedi n'est pas un jour de congé.
Un replay des seizièmes de finale se disputa le jour de Noël 1912, alors qu'un Huitième de finale se déroula le Jour de l'An 1913 !
La Finale clôtura la saison.

## Légende
- (T) = désigne le club vainqueur de l'édition précédente (1911-1912)

- (H) = signifie qu'à cette époque, le club évoluait en Division d'Honneur.

- (P) = signifie qu'à cette époque, le club évoluait alors en Promotion.

- (SR) = signifie qu'à cette époque, le club n'évoluait pas dans une des deux séries nationales, mais dans des compétitions régionales.

## Tour préliminaire
Un tour préliminaire élimina cinq équipes de séries inférieures.
| Date       | Matchs                                            | 90 min | Prol' | Remarques |
| ---------- | ------------------------------------------------- | ------ | ----- | --------- |
| 13/10/1912 | FC Sérésien (SR) - Sporting Blankenberge (SR)     | 2-1    |       |           |
| 13/10/1912 | Herstal FC (SR) - Berchem Sport (SR)              | 3-2    |       |           |
| 13/10/1912 | RC Arlon (SR) - FC Roularien (SR)                 | 3-1    |       |           |
| 13/10/1912 | Sportvereeniging Roulers - Zulte SK               | 5-1    |       |           |
| 13/10/1912 | Liersche SK (SR) - CA Corpore Sano d'Ixelles (SR) | 1-0    |       |           |

- Le Sporting Blankenberge prit le nom de  SV Blankenberge en 1924. Ce club fusionnera avec son voisin du Daring, en 2000, pour former l'actuel K. SC Blankenberge.

- Le Sportvereeniging Roulers et le FC Roularien arrêtèrent leurs activités en 1914. Ils seront respectivement refondés en 1921 sous l'appellation SK Roulers et 1923 sous l'appellation FC Roulers. La fusion de ces deux nouvelles entités en 1999 formera l'actuel K. SV Roeselare.

- Le Herstal FC fusionna en 1919 avec ses voisins de Milmort FC et Les Alliés d'Herstal pour former l'AS Herstalienne. Porteur du matricule 82, ce club a fusionna en 2009 avec la JS Molise-Herstal pour devenir Football Club Herstal. Il évolue en séries provinciales liégeoises.

- Le RC Arlon fut un club précurseur du football de la ville d'Arlon. Il arrêta ses activités durant la Première Guerre mondiale. Un autre RC Arlon fut fondé en 1928 et porta le matricule 1303. Il arrêta ses activités en 1938.

- Le club de Zulte SK arrêta ses activités durant la Première Guerre mondiale. Un autre Zulte SK sera recréé en 1947. Il fusionnera, en 1976, avec son voisin de Zulte Sportief pour former Zultse VV. Depuis 2001, ce club a pris le nom de SV Zulte-Waregem.

- CA Corpore Sano d'Ixelles reçut le matricule 42 en 1926 et prit le nom de R. Ixelles SC en 1929. Ce club existe toujours et évolue en P3 (Brabant) en 2010-2011.

## Seizièmes de finale
Trois clubs furent dispensés de ces seizièmes de finale et directement qualifiés pour les huitièmes : l'Union St-Gilloise (H), le Léopold CB (P) et le FC Malinois (P).
| Date       | Matchs                                            | 90 min | Prol' | Remarques                   |
| ---------- | ------------------------------------------------- | ------ | ----- | --------------------------- |
| 08/12/1912 | FC Liégeois (H)- CS Brugeois (H)                  | 1-2    |       |                             |
| 08/12/1912 | Standard CL (H) - CS Verviétois (H)               | 0-2    |       |                             |
| 08/12/1912 | Liersche SK (SR) - Tilleur FC (P)                 | 2-1    |       |                             |
| 08/12/1912 | AEC Mons (SR) - Herstal FC (SR)                   | 1-3    |       |                             |
| 08/12/1912 | US Anversoise (SR) - Beerschot AC (H)             | 0-9    |       |                             |
| 08/12/1912 | Sportvereeniging Roulers (SR) - Racing CB (T) (H) | 0-5    |       |                             |
| 08/12/1912 | Antwerp FC (H) - RC de Gand (H)                   | 2-0    |       |                             |
| 08/12/1912 | Amical SC (SR) - Excelsior FC Hasselt (P)         | 5-3    |       |                             |
| 08/12/1912 | RC Arlon (SR) - Excelsior SC (H)                  | 2-2    | 2-2   | 3 prol ! Replay nécessaire. |
| 08/12/1912 | RFC Sérésien (17) (SR) - US Tournaisienne (P)     | 4-2    |       |                             |
| 08/12/1912 | Stade louvaniste (P) - Daring CB (H)              | 0-9    |       |                             |
| 08/12/1912 | RC de Malines (P) - AA La Gantoise (P)            | 10-2   |       |                             |
| 08/12/1912 | FC Brugeois (H) - FC Bressoux (P)                 | 6-0    |       |                             |

- L'US Anversoise disparut quelques années plus tard. Un autre club du même nom fut fondé en 1926 et porta le matricule 717. Il arrêta ses activités en 1932.

- L'Amical SC est un ancien club anversois qui fusionna en 1929 avec l'AC Sint-Mariaburg porteur du matricule 228. Sous ce matricule, le club sera Société Royale en 1937 puis changera plusieurs d'appellation pour devenir le K. FC Brasschaat en 1977. L'Amical SC qui participa à cette édition 1912-1913 de la Coupe est différent l'Amical SC Merxem qui fut créé sous le nom d'AS Anvers-Bourgerhout.

### Replays - Seizièmes
| Date       | Matchs                           | 90 min | Prol' | Remarques |
| ---------- | -------------------------------- | ------ | ----- | --------- |
| 25/12/1912 | Excelsior SC (H) - RC Arlon (SR) | 5-0    |       |           |

## Huitièmes de finale
Le premier huitième de finale fut joué le Jour de l'An 1913 !
| Date       | Matchs                                  | 90 min | Prol' | Remarques |
| ---------- | --------------------------------------- | ------ | ----- | --------- |
| 01/01/1913 | Antwerp FC (H) - Excelsior SC (H)       | 4-0    |       |           |
| 12/01/1913 | Racing CB (T)(H) - RC de Malines (P)    | 15-1   |       |           |
| 12/01/1913 | Union St-Gilloise (H) - Herstal FC (SR) | 14-0   |       |           |
| 12/01/1913 | FC Sérésien (Sr) - CS Verviétois (H)    | 1-2    |       |           |
| 09/02/1913 | FC Malinois (P) - CS Brugeois (H)       | 0-1    |       |           |
| 09/02/1913 | Beerschot AC (H) - Daring CB (H)        | 0-2    |       |           |
| 09/02/1913 | Amical SC (SR) - Liersche SK (SR)       | 1-2    |       |           |
| 09/02/1913 | FC Brugeois (H) - Léopold CB (P)        | 1-2    |       |           |

## Quarts de finale
Un club de série régionale, le Liersche SK parvint à se hisser en Quarts de finale.
| Date       | Matchs                                 | 90 min | Prol' | Remarques |
| ---------- | -------------------------------------- | ------ | ----- | --------- |
| 13/04/1913 | Antwerp FC (H) - Racing CB (T)(H)      | 2-4    |       |           |
| 13/04/1913 | Liersche SK (SR) - Daring CB (H)       | 0-6    |       |           |
| 13/04/1913 | Union St-Gilloise (H) - Léopold CB (P) | 2-1    |       |           |
| 13/04/1913 | CS Brugeois (H) - CS Verviétois (H)    | 3-1    |       |           |

## Demi-Finales
| Date       | Matchs                                   | 90 min | Prol' | Remarques            |
| ---------- | ---------------------------------------- | ------ | ----- | -------------------- |
| 25/05/1913 | CS Brugeois (H) - Daring CB (H)          | 4-1    |       | Terrain de l'Antwerp |
| 25/05/1913 | Union St-Gilloise (H) - Racing CB (T)(H) | 6-0    |       |                      |

## Finale
Cette finale fut la première à connaître son dénouement après prolongation. Celle-ci fit l'objet de longues discussion entre les responsables de la Fédération après la fin du temps réglementaire. Finalement, ils tombèrent d'accord sur une prolongation de 2x15 minutes.
| dimanche 1er juin 1913 | UNION ST-GILLOISE                          | 3-2 ap. Prol. | CS Brugeois                   |                                         |                                         |
| | Heyman (1-1) · Hebdin (2-1) · Hebdin (3-2) | (1-1, 2-2) | (0-1) Nollet · (2-2) Lahousse | Spectateurs : 900 Arbitrage : M. Istace | Spectateurs : 900 Arbitrage : M. Istace |
| Henri Leroy Oscar Verbeeck Edgard Poelmans Georges Mathot Émile Hanse Joseph Thys Albert Carion Joseph Musch Alphonse Heyman Georges Hebdin Pierre Vergeylen | Équipes                                    | Omer Baes Dominique Baes Ernest Patfoort Célestin Nollet Jozef Pruüost Edmond Verbruggen Charles Lahousse Frans van Houtte Frans Lowyck Louis Saeys Florimond Vanhalme. |                               | Spectateurs : 900 Arbitrage : M. Istace | Spectateurs : 900 Arbitrage : M. Istace |

- Sacrée championne plusieurs semaines auparavant, l'Union Saint-Gilloise réalise le premier doublé "Championnat-Coupe" de l'Histoire du football belge.

## Statistiques
- Nombre de finales jouées : 2 - (6 buts marqués)
  - Nombre de finales avec prolongation : 1 - (1 but marqué)
  - Nombre de finales avec tirs au but : 0
- Clubs participant aux finales
  - Clubs de la plus haute division : 4

| # | Provinces                       | Vainqueurs | Finalistes | Total |
| - | ------------------------------- | ---------- | ---------- | ----- |
| 1 | Province d'Anvers               | 0          | 0          | 0     |
| 2 | Province de Brabant             | 2          | 0          | 2     |
| 3 | Province de Flandre-Occidentale | 0          | 1          | 1     |
| 4 | Province de Flandre-Orientale   | 0          | 1          | 1     |
| 5 | Province de Hainaut             | 0          | 0          | 0     |
| 6 | Province de Liège               | 0          | 0          | 0     |
| 7 | Province de Limbourg            | 0          | 0          | 0     |
| 8 | Province de Luxembourg          | 0          | 0          | 0     |
| 9 | Province de Namur               | 0          | 0          | 0     |

| # | Provinces                   | Victoires | Place de finaliste | Total |
| - | --------------------------- | --------- | ------------------ | ----- |
| 1 | Province du Brabant flamand | 0         | 0                  | 0     |
| 2 | Province de Brabant wallon  | 0         | 0                  | 0     |
| 3 | Bruxelles                   | 2         | 0                  | 2     |